# 1920 en Alberta
Chronologie de l'Alberta
- 1916
- 1917
- 1918
- 1919
- 1920
- 1921
- 1922
- 1923
- 1924

Cette page concerne des événements qui se sont produits durant l'année 1920 dans la province canadienne de l'Alberta.

## Politique
- Premier ministre : Charles Stewart du Libéral
- Chef de l'Opposition :
- Lieutenant-gouverneur :  Robert George Brett
- Législature :

## Naissances
- 13 avril : Gordon S. Clinton (né à Medicine Hat, mort le 19 novembre 2011) est un homme politique américain, qui a été le 43e maire de Seattle en effectuant deux mandats entre 1956 et 1964[1]. Il était républicain.

- 5 mai : John Ellis Adams dit Jack (né à Calgary en Alberta - mort le 21 août 1996 à Surrey en Colombie-Britannique), joueur de hockey sur glace professionnel de la Ligue nationale de hockey[2],[3]. Il y a joué une saison en 1940-1941. Il fut échangé aux Bisons de Buffalo de la Ligue américaine de hockey en janvier 1946.

- 16 juin : Raymond Urgel Lemieux, chimiste organicien canadien né à Lac La Biche et mort le 22 juillet 2000, pionnier de la synthèse des glucides (en particulier celle du sucrose[4]) et découvreur de l’effet anomérique. Les méthodes générales qu'il a développées pour la synthèse des saccharides sont toujours d'usage courant dans la chimie des sucres[5]. Membre de la Royal Society of Canada et de la Royal Society de Londres, il a été lauréat du prix mondial des sciences Albert-Einstein et du Prix Wolf de chimie.

- 6 septembre : Helen Hunley, lieutenant-gouverneur de l'Alberta.

- 17 décembre : Kenneth Eugene Iverson (né à Camrose ), décédé le 19 octobre 2004 à Toronto (Ontario Canada)), informaticien connu pour l'invention des langages APL et J. Il devint IBM Fellow dès 1970 et en 1979, il fut récompensé par le prix Turing pour ses travaux théoriques reliant les langages de programmation et la notation mathématique, ces mêmes travaux ayant abouti au langage APL.